# Babilonia (città antica)
Babilonia (detta anche Babele, Babel o Babil, 𒆍𒀭𒊏𒆠, in accadico: Bābilim, in sumerico: KÁ.DINGIR.RAKI, in arabo بابل‎?, in aramaico: Bābil) era una città dell'antica Mesopotamia, situata sull'Eufrate, le cui rovine si trovano nei pressi della moderna città di Al Hillah (governatorato di Babil), in Iraq, a circa 80 km a sud di Baghdad.
Intorno al XVIII secolo a.C. (se si segue la cronologia media), Babilonia, fino ad allora di minore importanza, estese, con Hammurabi, il proprio regno su tutta la Mesopotamia meridionale e oltre, definendo un'area che in epoca achemenide e poi ellenistica verrà indicata con l'esonimo "Babilonia", dal nome del suo centro più importante.
Alla fine del VII e poi nel VI secolo a.C., il regno babilonese raggiunse il suo apice, con il re Nabopolassar e il figlio Nabucodonosor II; quest'ultimo estese l'impero (detto "Impero caldeo") fino a dominare gran parte del Vicino Oriente antico. In quel periodo, Babilonia si estendeva per circa 1.000 ettari (10 km²) ed era la più grande città del mondo. Il suo prestigio si estendeva oltre la Mesopotamia, soprattutto per via dei famosi monumenti che lì erano stati edificati, come le sue alte mura, le sue ziqqurat (tra cui l'Etemenanki), che ispirarono probabilmente il racconto biblico della torre di Babele, e i suoi leggendari giardini pensili, la cui posizione non è stata, tuttavia, mai identificata.
Babilonia occupa un posto speciale anche per il mito correlato al suo lento declino e al successivo abbandono che si è avuto nei primi secoli del primo millennio d.C.. Questo mito è sostenuto da diversi scritti biblici e in quelli degli autori greco-romani. Il suo sito, la cui posizione non fu mai dimenticata, non è stato oggetto di scavi rilevanti fino all'inizio del XX secolo, quando vennero riportati alla luce i principali monumenti sotto la direzione dell'archeologo tedesco Robert Koldewey (1855-1925). Da allora, l'importante documentazione archeologica ed epigrafica scoperta in città, integrata da informazioni provenienti da altri antichi siti legati alla città, ha fornito una rappresentazione molto accurata della Babilonia antica, superando i racconti mitologici. Nonostante ciò, rimangono alcune zone d'ombra su uno dei più importanti siti archeologici di tutta la storia antica, mentre le prospettive per nuove ricerche sono ridotte a causa della situazione politica in Iraq, creatasi dalla fine del XX secolo.

## Origine del nome
La più antica fonte in cui si troverebbe il nome "Babilonia" è una tavoletta risalente ad un periodo intorno al 2500 a.C. (periodo protodinastico IIIa): vi si parla di una città chiamata BA7.BA7 o BAR.KI.BARKI, il cui sovrano (ENSÍ, ensi) commemora la costruzione del tempio del dio dAMAR.UTU che nei periodi successivi fu conosciuto con il nome sumero di Marduk, divinità protettrice di Babilonia.
Il nome Babilonia deriva dal sumero Kadingira (KA.DINGIR.RAKI), la cui traduzione in accadico è Bābilim, «la porta di dio». Anticamente la città era conosciuta anche con il nome di Tintir (TIN.TIRKI), ossia "Bosco di vita". In epoca islamica la città era chiamata Bābil.

## Storia

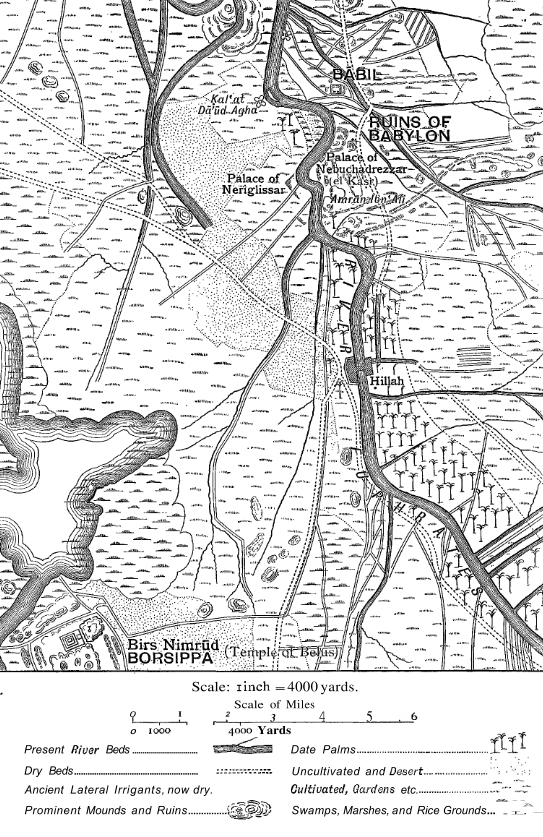
Mappa di Babilonia secondo un'illustrazione della Encyclopaedia Biblica.

Convenzionalmente, si usa dividere la storia di Babilonia in tre fasi (le date seguono la cronologia media):
- età paleo-babilonese (dal 1894 al 1595 a.C.);
- età medio-babilonese (dal 1600 al 1150);
- età neo-babilonese (dal 625 al 539).

Il periodo neo-babilonese è preceduto, nella Bassa Mesopotamia, dalla II dinastia di Isin (1150-1025), da tre secoli di dinastie varie (1025-725) e dal dominio assiro (725-625).
In confronto agli altri principali insediamenti mesopotamici (Kish, Uruk, Ur, Nippur e Ninive), Babilonia appare tardi nella storia della Mesopotamia, rendendo notevole la sua rapida ascesa. Al tempo di Shulgi, re di Ur, Babilonia fu conquistata e poi retta da una serie di ensi.
La Lista reale babilonese inizia con Sumu-abum, re vassallo di Isin e, benché Babilonia non sia menzionata nella documentazione della seconda metà del III millennio a.C., essa crebbe rapidamente sotto la spinta di una dinastia di Amorrei che conseguì importanti successi militari durante il periodo paleo-babilonese, in cui raggiunse l'egemonia sull'intera area, conquistando la Mesopotamia e distruggendo, sotto Hammurabi, la città rivale di Mari.. Fino ad allora, come dimostrano i ricchi archivi di Mari, nella regione si fronteggiarono varie città-stato: Assur, Eshnunna, Mari, Aleppo, Alalakh, Qatna.
Hammurabi e i suoi successori ampliarono la città, che fu fiorente fino al 1595, quando la città venne conquistata dal re ittita Murshili I.
Il periodo successivo, chiamato "medio-babilonese", vide la città confermare la sua posizione come capitale della Mesopotamia meridionale, soprattutto perché acquisì il ruolo di grande centro religioso più che di un centro politico, sotto la dinastia cassita (entrata in crisi sotto i colpi del re assiro Ashur-dan e del re elamico Shutruk-Nakhunte, che la conquistò e saccheggiò) e poi sotto la II dinastia di Isin (il cui re più importante fu Nabucodonosor I).
Nell'VIII secolo, il re assiro Tiglath-Pileser III assunse la regalità babilonese con il nome "Pulu". Babilonia entrerà progressivamente nella sfera dell'Impero neo-assiro, fino alla morte di Assurbanipal. Solo con Nabopolassar Babilonia ritrovò la piena indipendenza e, anzi, con il concorso dei Medi, i Babilonesi abbatterono le capitali assire e diedero vita all'Impero caldeo (626-539 a.C.). Nel 539 a.C. la città venne conquistata da Ciro II di Persia. Babilonia divenne provincia persiana fino al 331 a.C. quando venne annessa all'impero di Alessandro Magno dopo la sconfitta di Dario. Anche se non ricoprì più il ruolo di capitale, per tutto l'ultimo secolo prima di Gesù Cristo, la città vantò una notevole importanza, prima di essere abbandonata.

### Babilonia sotto gli Amorrei

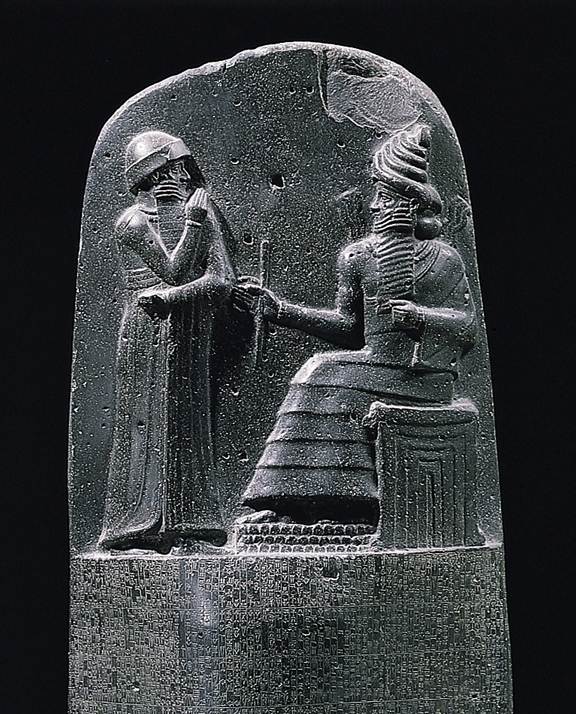
Il re Hammurabi di Babilonia, di fronte al dio Šamaš, dettaglio della stele del Codice di Hammurabi, (1754 a.C. circa).

L'ascesa di Babilonia viene fatta coincidere con la nascita della prima dinastia amorrita, intorno al 1894 a.C., grazie al re Sumu-abum (1894-1881 a.C.). Questo periodo è chiamato "paleo babilonese" o "antico babilonese". I vari re che si susseguirono, gradualmente espansero il regno, inizialmente limitato alla città e i suoi dintorni; sotto il comando del quinto re della I dinastia (Sin-muballit, 1812-1793 a.C.), Babilonia divenne una potenza in grado di competere con gli altri grandi regni amorrei vicini: Larsa, Eshnunna, Isin e Uruk. Suo figlio Hammurabi (1792-1750 a.C.) svolse un intelligente lavorio diplomatico, cambiando alleanze a seconda delle convenienze; sotto il suo regno, la prima dinastia babilonese divenne per la prima volta dominante.
Dopo una prima parte della vita senza aver conseguito particolari successi, Hammurabi riuscì in seguito a conquistare i regni a lui confinanti: Larsa, Eshnunna e Mari. Babilonia divenne così la più grande potenza politica della Mesopotamia. Il figlio e successore Samsu-iluna (1749-1712 a.C.) riuscì a mantenere ancora per qualche tempo la supremazia, ma dovette affrontare diverse rivolte che indebolirono il suo regno. I seguenti re videro il loro paese disgregarsi a causa di ribellioni e attacchi da parte delle nazioni nemiche, in primo luogo i Cassiti ma anche gli Hurriti, il tutto in un clima di crisi agraria. Samsu-ditana (1625-1595 a.C.), il cui regno era ora costituito solo dalle terre nelle immediate vicinanze di Babilonia, venne pesantemente sconfitto e ucciso. Secondo i racconti della tradizione babilonese, il colpo fatale gli fu inferto dal re ittita Muršili I, nel 1595 a.C., durante un'incursione su Babilonia. La città fu saccheggiata e la dinastia amorrea scomparve.
Poco si sa a proposito dell'aspetto di Babilonia al tempo della sua prima dinastia, ma si presuppone con buona certezza che fosse un periodo di grande prosperità. Ciò si può dedurre da diversi fattori: prima di tutto la presenza di una potente dinastia, ma anche per via della felice posizione geografica. La città fu infatti un crocevia per fondamentali rotte commerciali.
Gli scavi archeologici ai livelli dell'epoca paleo-babilonese non possono essere d'aiuto a ricostruire la mera struttura cittadina, in quanto gli edifici residenziali sono stati generalmente coperti dalla falda acquifera e quindi danneggiati irrimediabilmente. Tuttavia, si ritene che la città fosse organizzata già intorno al suo quartiere religioso (il futuro Eridu) che si trovava sulla riva sinistra dell'Eufrate, ma l'estensione esatta della città rimane incerta. In ogni caso sembra che, durante questo periodo, la città si estendesse sulla riva destra del fiume (il futuro quartiere Kumar), dove sono stati rinvenuti diversi templi. Le migliori fonti di informazioni sugli edifici della città sono le iscrizioni rinvenute sugli stessi, che contengono i nomi degli antichi re babilonesi che commemorano la loro edificazione. Il re Sumu-la-El, fece costruire un nuovo muro perimetrale per la città e il palazzo reale che i suoi successori occuparono dopo di lui, prima che Ammi-ditana ne facesse costruire un altro. La vita quotidiana nel palazzo reale di Babilonia si conosce grazie ad un paio di tavolette risalenti al tempo di Hammurabi e dalla corrispondenza diplomatica del re di Mari. Si ha notizia di sontuose offerte per gratificare alcune divinità della città. Esagila, il tempio del grande dio Marduk, fu oggetto di molte attenzioni da parte dei regnanti. La sua ziggurat non viene menzionata nei documenti scoperti, ma le indagini archeologiche sembrano datarla a questo periodo. I testi di Merkes indicano che l'area dove essa si trovava venne chiamata "nuova città meridionale" e venne abitata da una particolare classe di sacerdotesse nel tempo paleo-babilonesi, chiamate nadītum.

### Il periodo cassita
Dopo la presa di Babilonia da parte degli Ittiti, la situazione politica in cui versò la città appare particolarmente oscura. In circostanze poco chiare, la regione cadde sotto il controllo di una dinastia cassita. Un testo del VII secolo a.C., ritrovato a Ninive in Assiria che si presenta come una copia di un'iscrizione del re cassita Agum II, riporta l'esistenza a Babilonia di statue dedicate al culto di Marduk e Ṣarpanītum e il restauro dell'Esagila. Nulla si sa circa l'autenticità del testo, tanto più che tale re Agum risulta menzionato solo in testi posteriori al suo regno.
Allo stato delle attuali conoscenze, la dominazione cassita sulla città, viene accertata solo ai primi anni del XV secolo a.C., sotto Burna-Buriyåš I e, soprattutto, i suoi successori Ulam-Buriaš e Agum III. I re di questa dinastia, che si presentarono come monarchi di Karduniaš (il nome che i Cassiti usavano per indicare la Babilonia) piuttosto che "re di Babilonia," raramente appaiono in connessione con la città e le loro opere vengono menzionate di rado o per nulla. Sotto il re Kurigalzu I, la centralità politica di Babilonia è messa in discussione: infatti, una nuova capitale venne fondata a Dur-Kurigalzu, più a nord nella zona dove l'Eufrate e Tigri sono vicini, dove in seguito vennero stabilite altre capitali di regni mesopotamici (Seleucia al Tigri, Ctesifonte e Baghdad)..
Ciononostante, Babilonia rimase una città importante e prestigiosa, soprattutto perché il suo ruolo di centro religioso fu in crescita, come dimostra il fatto che l'Esagila ricevette molti terreni in donazione e Marduk si affermò gradualmente come dio supremo. Inoltre, si può notare che le sconfitte più significative subite dai re cassiti videro la presa di Babilonia da parte dei loro nemici, a sostegno della sua grande importanza. Intorno al 1235 a.C. la città fu saccheggiata dal re Tukulti-Ninurta I degli assiri. I conflitti tra Babilonia e gli assiri continuarono fino l'intervento di un terzo contendente, quello del re di Elam, Shutruk-Nakhunte I, e di suo figlio Kutir-Nahhunte III che saccheggiarono la città dei suoi tesori e della statua del suo dio, nel 1158 a.C. e nel 1155 a.C..
L'aspetto della città di Babilonia durante il periodo cassita è ancora meno conosciuto rispetto a quello paleo-babilonese, in quanto vi è l'assenza di iscrizioni riguardanti la commemorazione dell'edificazione di edifici e perché gli scavi archeologici non possono essere d'aiuto per le stesse ragioni del periodo precedente.

### La seconda dinastia di Isin e il periodo dell'indebolimento di Babilonia
Gli Elamiti vennero respinti da Babilonia da una nuova dinastia originaria di Isin (detta Isin II), che riuscì a conquistare la città. Il loro re più grande, Nabucodonosor I (1126-1105 a.C.), sconfisse gli Elamiti nel proprio paese e portò trionfalmente la statua di Marduk a Babilonia, un evento descritto in un lungo testo relativo ad un atto di donazione. Questo fatto fu particolarmente importante per la storia religiosa della città, poiché sembra sia in questo periodo che viene attribuito a Marduk il primato sugli altri dèi mesopotamici, con la stesura del poema epico della creazione (Enūma eliš), dove si narra di come egli divenne re dei re. Stando all'Enûma Eliš, Babilonia è stata costruita dagli dèi ed è situata nel centro del mondo, a contatto con il Cielo e la Terra (un concetto materializzato dalla sua ziggurat, il cui nome significa "Casa di collegamento tra il Cielo e la Terra").
In breve tempo Babilonia ritornò a rivestire il ruolo di centro politico. Intorno al 1050 a.C. la città subì incursioni di vari popoli nomadi, tra cui i Siri. La fine del regno di Nabu-Shum-Libur (1032 a.C. - 1025 a.C.) segnò per Babilonia l'inizio di un periodo caotico, caratterizzato da frequenti cambiamenti dinastici. Sembra che tutte le principali città di questa regione andarono incontro a diversi periodi di violenza e Babilonia senza dubbio non fu un'eccezione.

### Babilonia di fronte al dominio assiro

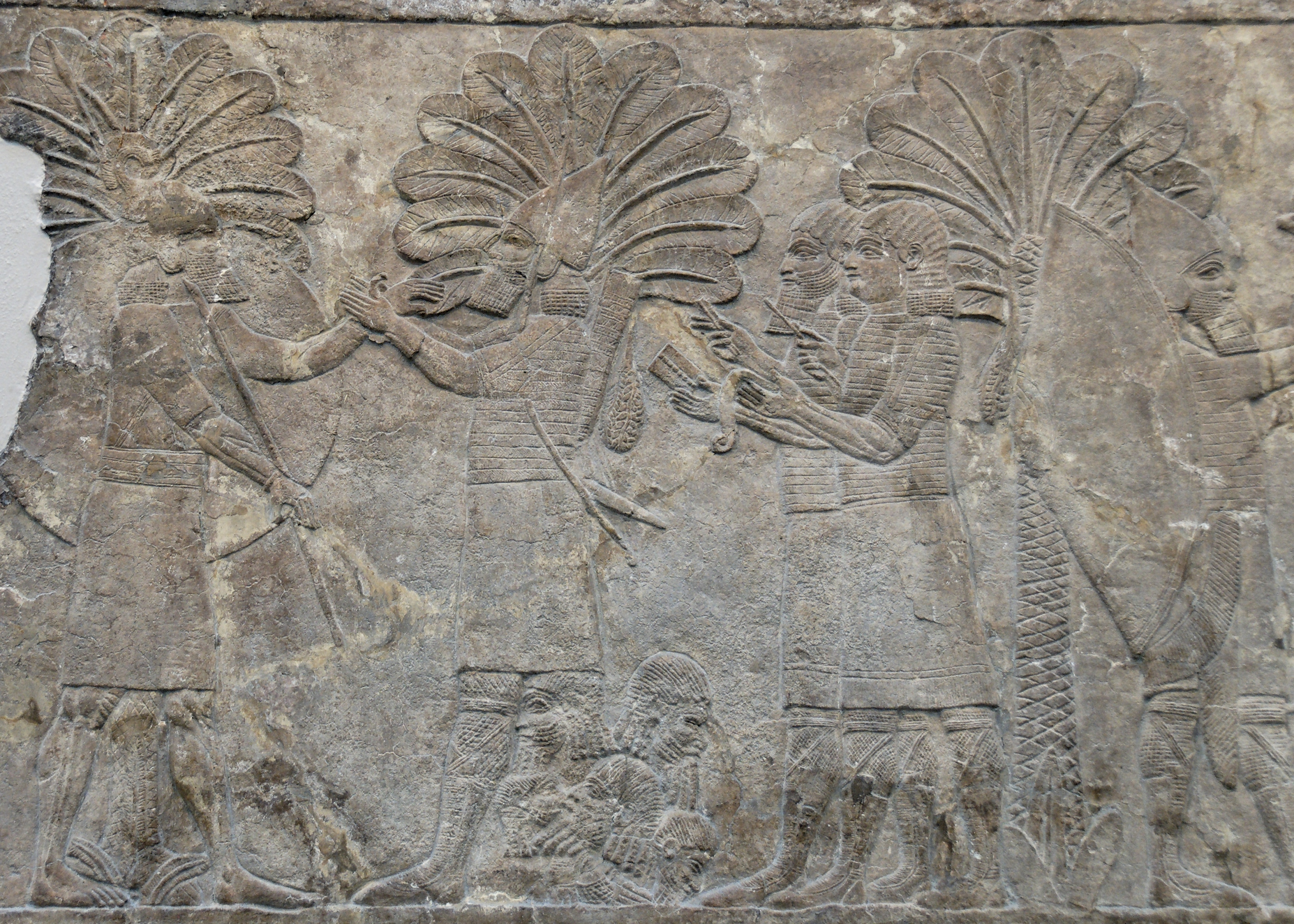
Bassorilievo del palazzo reale di Ninive, che rappresenta alcuni soldati assiri che contano il loro bottino durante una campagna a Babilonia.

A partire dal IX secolo a.C., la situazione iniziò a riprendersi e i re babilonesi lottarono per riaffermare il proprio dominio sulla regione, nonostante un sostanziale perdurare dell'instabilità politica. A questi problemi si aggiunsero nuove guerre contro l'Assiria, la quale vantava una posizione di maggior forza grazie a una situazione interna più stabile. La situazione precipitò sotto il regno del re assiro Tiglatpileser III, che dopo anni di battaglie conquistò Babilonia nel 728 a.C.
Tuttavia, la dominazione assira non fu continua e il nuovo re Sargon II (che restaurò i templi e le mura cittadine) si trovò di fronte ad un duro avversario, Marduk-apla-iddina II, che riuscì ad ottenere il controllo della città per due volte. Sennacherib, successore di Sargon II, fu a sua volta causa di nuove rivolte a Babilonia quando mise uno dei suoi figli sul trono della città.
Quest'ultimo durò poco tempo quando, in seguito a una rivolta, i ribelli lo catturarono e lo consegnarono ai loro alleati elamici che lo giustiziarono. La risposta di Sennacherib fu terribile e la sua vendetta si caratterizzò da un grande odio contro Babilonia: massacrò, infatti, gran parte della sua popolazione e distrusse molti edifici della città deviando le acque del fiume su di essi. La reale portata di tali distruzione rimane comunque un aspetto controverso; con ogni probabilità la città non venne completamente distrutta come invece sostenne il re assiro. Il figlio e successore Esarhaddon scelse la via della pacificazione e iniziò a ricostruire la città.
Nel 652 a.C. a Esarhaddon succedettero i suoi due figli: Assurbanipal regnò sull'Assiria, mentre Shamash-Shum-ukin venne messo sul trono di Babilonia. Quest'ultimo, venne sconfitto dopo una dura guerra di quattro anni che si concluse con la sua morte durante l'assedio del 648 a.C. della sua città, quando venne bruciato nel fuoco appiccato al suo palazzo; questa storia dette vita al mito greco di Sardanapalo. Dopo una prima fase di repressione, Assurbanipal si dimostrò meno brutale di suo nonno e ricostruì la città, a capo della quale egli pose un sovrano fantoccio, Kandalanu. Alla fine, i re assiri si legarono profondamente alla storia di Babilonia e, probabilmente, influirono sul suo paesaggio urbano.

### L'impero neo-babilonese e il culmine di Babilonia

L'estensione approssimativa dell'Impero neo-babilonese.

Questa serie di rivolte probabilmente indebolì l'Assiria, mentre a Babilonia lo spirito della resistenza divenne sempre più forte, più attiva e più unita. Alla morte di Assurbanipal, avvenuta nel 627 a.C., i suoi successori furono impegnati in una lite per la successione, che risultò fatale per il loro regno. Nabopolassar, probabilmente governatore del Paese del Mare, si avvantaggiò di questi scontri per prendere il potere a Babilonia nel 625 a.C., prima di estendere gradualmente il conflitto verso il nord. Dopo anni di conflitto, finalmente riuscì a sconfiggere l'impero Assiro anche grazie all'aiuto del re dei Medi, Ciassare, tra 614 a.C. e il 610 a.C. Suo figlio Nabucodonosor II (605 a.C. 562 a.C.) gli succedette e con lui Babilonia raggiunse il suo apice. Questo periodo viene solitamente classificato come "periodo dell'impero neo-babilonese", che si estendeva attraverso gran parte dei confini del Medio Oriente verso l'Egitto all'anatolica Tauro e intorno alla Persia. I successori di Nabucodonosor II riuscirono a mantenere in qualche modo il loro regno, ma non ebbero la forza dei fondatori della dinastia. L'ultimo re di Babilonia, Nabonedo (556 a.C. - 539 a.C.), fu un personaggio enigmatico che iniziò una nuova classe dirigente per il suo regno, abbandonando il culto di Marduk a beneficio della sua divinità preferita, dio della luna Sin.
I regni di Nabopolossar e di Nabucodonosor II corrispondono ad un periodo di profonde trasformazioni della città, disposti dal primo e completati dal secondo, di cui si ha conoscenza grazie alle molte registrazioni. Si tratta di opere che contribuiranno all'immagine leggendaria, tramandata da scrittori stranieri come Erodoto, Ctesia o gli autori della Bibbia ebraica, di una città circondata da imponenti mura e dominata da notevoli monumenti: palazzi reali, templi, ziggurat, strade principali, tra cui la "via delle processioni" che partiva dalla porta di Ishtar. La vita economica e sociale della città si riscontra anche nei testi economici, amministrativi e accademici del periodo.

### Babilonia sotto la dominazione straniera

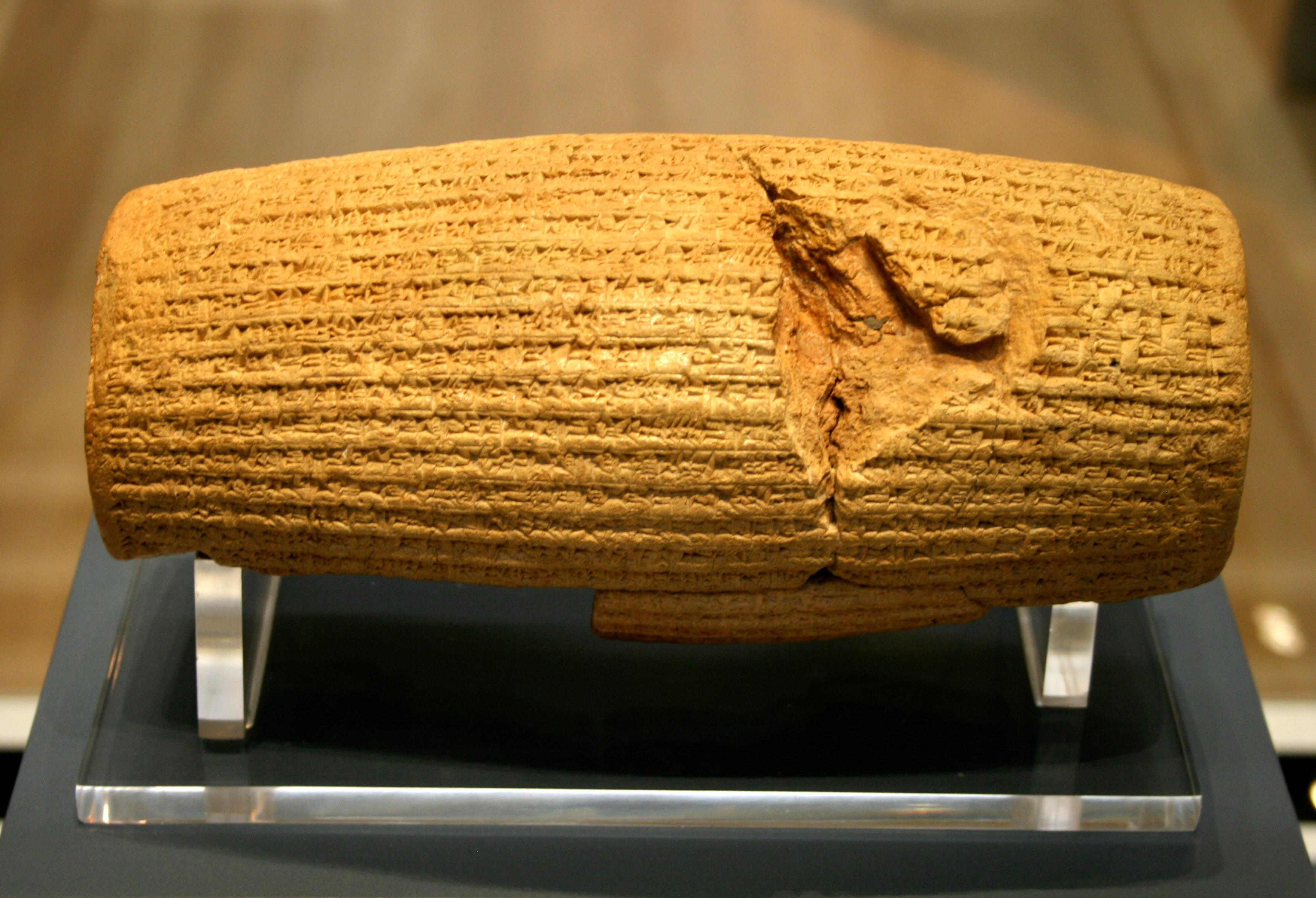
Il Cilindro di Ciro, British Museum.

Nel 539 a.C., il re persiano Ciro II attaccò Babilonia e in una notte la conquistò annettendola al suo impero facendole perdere la sua indipendenza. Il nuovo sovrano espresse la volontà di preservare la città e guadagnò il favore dei sacerdoti locali grazie ad un decreto a loro favorevole che è arrivato fino ai nostri giorni inciso su un cilindro di argilla. La caduta del regno di Babilonia e la fine dell'indipendenza politica non significò comunque il declino delle metropoli mesopotamiche, nonostante andassero incontro a numerose sconfitte nel tentativo di ribellarsi ai re persiani Dario I (521 a.C.) e al suo figlio Serse I.
Babilonia rimase, pertanto, un'importante città dell'impero, anche se non la capitale, e l'intera Babilonia un crocevia strategico in cui la nobiltà persiana possedeva vaste aree. Nel 331 a.C. Babilonia accolse il re macedone Alessandro Magno, dopo la vittoria di Gaugamelae. Alessandro si occupò di far eseguire numerosi restauri e vi si trasferì pochi mesi dopo la sua spedizione in India, prima di morire nel giugno 323. È a Babilonia che si dovrà redigere la prima divisione dell'impero tra i suoi generali. Il nuovo sovrano, Seleuco I, non conferì a Babilonia lo status di capitale, dal momento che fece edificare per questo scopo Seleucia al Tigri a circa sessanta chilometri a nord-est; tuttavia Babilonia rimase molto importante, come testimonia ad esempio il fatto che suo figlio Antioco I vi rimase parecchi anni prima di prendere il potere. Più tardi il centro di gravità dell'impero persiano si spostò verso ovest e Antiochia divenne la capitale principale dei loro successori, i quali gradualmente persero il controllo di Babilonia in seguito all'avanzata dei Parti, che la conquistarono definitivamente con Mitridate II (123 a.C. - 88 a.C.).
Durante la seconda metà del primo millennio a.C., Babilonia rimase una città importante nella gestione degli imperi governati dalle dinastie straniere. Sotto gli Achemenidi, il governatore (chiamato nei testi cuneiformi babilonesi con il titolo pahāt e non quello di satrapo) gestiva una vasta provincia che copriva tutto l'antico impero Babilonese. Sotto i Seleucidi, la città dovette soccombere a Seleucia come città principale del potere politico diventando un capoluogo secondario di provincia. Al tempo del regno di Antioco IV (circa 170 a.C.), Babilonia divenne una città greca con la sua comunità di cittadini (la politai greca, riportata con il termine puliṭē o puliṭānu nei testi babilonesi) guidata da un epistates. La comunità Babilonese indigena, che rimase probabilmente dominante in numero, formava la terza entità politica di questa società complessa governata da un'Assemblea (kiništu) mentre l'autorità più alta era il šatammu. Sembra che anche sotto i Parti fossero state mantenute le stesse autorità, i quali non alterarono la struttura politica e sociale della città.

### La fine di Babilonia antica
Il periodo della dominazione dei Parti vide il declino di Babilonia e il suo progressivo spopolamento in favore di più grandi centri di potere situati più a nord sul Tigri (Seleucia, Ctesifonte e, molto più tardi, Baghdad). Tuttavia i suoi principali monumenti furono ancora utilizzati: nel I secolo d.C., Plinio il Vecchio scriveva che il tempio continuava ad essere attivo, anche se la città era in rovina. Un'iscrizione greca, databile all'inizio del II secolo d.C., indica che il teatro veniva restaurato ancora una volta. Il periodo in cui la regione fu sotto il dominio dei Sasanidi è quello in cui generalmente si considera la definitiva scomparsa dell'antica cultura mesopotamica.
Durante il periodo islamico, la posizione di Babilonia non era conosciuta, ma Bābil era un piccolo villaggio descritto dal geografo Ibn Hawqal del X secolo. Gli scrittori dei secoli successivi parlano solo delle rovine e il fatto che esse vennero spogliate dei loro mattoni più solidi per essere utilizzati nella costruzione di edifici residenziali. L'antica città finì completamente nella leggenda.

## Babilonia al suo apice
Eccetto che per un paio di edifici di epoca paleo-babilonese, le più antiche rovine di Babilonia non sono state ancora portate alla luce e gli scritti giunti fino a noi non permettono di ricavare informazioni sufficienti per conoscere quale fosse l'aspetto della città in quei tempi. Pertanto le uniche ricostruzioni su come apparisse la città si riferiscono al periodo neo-babilonese (624 a.C. - 539 a.C.) e al periodo achemenide (539 a.C. - 331 aC.), di cui si possono trovare testimonianze negli scavi archeologici che hanno permesso di conoscere i principali monumenti ufficiali (palazzi e templi), una zona residenziale, le mura e le porte, fornendo una panoramica di massima della città. Il confronto dei reperti con le fonti testuali in caratteri cuneiformi, che descrivono la posizione dei suoi grandi templi, ma anche i luoghi di culto più piccoli e di tutti i luoghi più importanti, ha permesso di avere una visione più chiara e complessiva di Babilonia. A questi testi si è affiancato lo studio degli autori greci (soprattutto Erodoto e Ctesia) che ha permesso di ricavare ulteriori informazioni utili per scoprire quale fosse l'assetto politico, sociale ed economico della città.

### Un'antica "megalopoli"
Al suo apice, si stima che la città di Babilonia si estendesse su circa 1000 ettari, mentre le stime sul numero di abitanti che vi si risiedessero appaiono alquanto difficili. L'ipotesi di una popolazione di 100.000 abitanti per la sola città dell'entroterra è stata avanzata seppur senza che vi siano basi solide. In ogni caso, tra il periodo neo-babilonese e quello achemenide, fu certamente una città molto popolosa tanto da poter essere definita una "megalopoli" dell'antichità. Traboccante di attività, catturò l'attenzione e l'immaginazione di osservatori esterni. Lo spazio urbano di Babilonia fu molto diseguale e i quartieri centrali noti sono stati in gran parte portati alla luce. Diversi aspetti della sua progettazione sono stati identificati dagli scavi che completano le fonti epigrafiche: le mura, i corsi d'acqua e alcune aree residenziali.

## La città antica
La città era famosa nell'antichità soprattutto per la ziqqurat, per la strada processionale che si apriva con la porta chiamata porta di Ishtar (oggi ricostruita nel Pergamon Museum di Berlino), i suoi templi e per i Giardini Pensili, una delle sette meraviglie del mondo.
Babilonia era, nell'antichità, un grande centro di astronomia e di astrologia. Benché espertissimi nell'osservazione del cielo, non sembra però che i Babilonesi avessero notato la precessione degli equinozi. Nelle innumerevoli tavole di argilla, sia sumeriche che babilonesi, scoperte in Iraq, si trova la soluzione di vari problemi matematici, fra cui quella di equazioni di secondo grado.
Babilonia fu una delle città più popolose del mondo antico e fu la prima metropoli nella storia umana ad avere 200.000 abitanti. Nel tempo del suo massimo splendore, il numero totale dei suoi abitanti non è conosciuto, ma sotto il regno di Dario tuttavia, quando Babilonia conquistata da Alessandro Magno era stata ridotta a una delle tante città dell'impero persiano, gli abitanti erano ben 370.000, senza contare gli schiavi che porterebbero probabilmente tale numero a duplicarsi o perfino a triplicarsi.
Un maestoso palazzo cinto da poderose mura era la sede del reggente della città che in epoca persiana divenne il satrapo della regione.

## Il mito della fondazione di Babilonia
A quei tempi si elaboravano miti per nobilitare le origini delle città. Poiché nell'universo regnava il Caos, la dea Tiāmat e il dio Marduk si scontrarono. Marduk voleva mettere ordine nell'universo e combatté fino a quando non uccise Tiāmat. Poi Marduk prese il corpo della sua nemica Tiāmat e lo divise in due parti: con metà formò il firmamento celeste, con l'altra metà formò le fondamenta della terra. Poi Marduk assegnò a tutti gli altri dèi i loro posti e creò il Sole, la Luna, le stelle. Ma gli dèi gridarono: "Signore Marduk, tu hai affidato un compito a ciascuno di noi ma non hai dato a nessuno l'incarico di servirci e di sostenerci mentre noi lo eseguiremo". Rispose Marduk: "Prenderò sangue di Kingu e fango e ne formerò un piccolo fantoccio. Il suo nome sarà Uomo. Uomo servirà gli dèi".

Allora gli dèi soddisfatti gridarono: "Signore Marduk, noi vorremmo mostrarti la nostra gratitudine costruendoti un santuario sulla terra".
Per due anni interi lavorarono e al terzo anno la città di Babilonia fu innalzata, e sopra tutti i santuari si ergeva quello di Marduk.
Babilonia aveva oltre cinquanta templi che dimostrano la religiosità dei babilonesi. In Babylonian and Assyrian Religion di Samuel Henry Hooke Babilonia viene detta "la città in cui Marduk deteneva il primato sugli altri dèi". Al tempo di Nabucodonosor II, secondo Hooke a Babilonia c'erano non meno di 58 templi appartenenti a dèi.
A dimostrare quanto radicata, importante e vasta fosse la religione a Babilonia, un'antica iscrizione cuneiforme stilava questo rapporto: "Esistono in complesso a Babilonia 53 templi dei grandi dèi, 55 cappelle di Marduk, 300 cappelle per quelle divinità della Terra, 600 per le divinità del Cielo, 180 altari per la dea Ishtar, 180 per gli dèi Nergal e Adad e 12 per gli dèi restanti".

## Babilonia nella Bibbia

Torre di Babele, dipinto di Pieter Bruegel del 1563.

Babilonia, dopo Gerusalemme, è la città più citata nella Bibbia in particolar modo nell'Antico Testamento, dove la si vede contrapposta al popolo di Dio, Israele.
Secondo la Bibbia fu Nimrod (discendente di Cus, figlio di uno dei tre figli di Noè) il fondatore di Babilonia che sin dall'inizio, fu un oppositore di Dio. Secondo il racconto biblico l'ampliamento della città si interruppe per l'impossibilità degli addetti ai lavori di comunicare; fu il tempo della Torre di Babele. Seguirono altre generazioni che costruirono una grande città e fu Hammurabi che dette un contributo importante ampliandola fino a farla divenire capitale dell'Impero babilonese.
Dopo glorie e declini del primo impero fu Nabopolassar a rifondare un nuovo impero verso il 645 a.C. e fu il figlio Nabucodonosor II a portare al massimo splendore la città-impero. Un grande impero fino ad ottobre del 539 a.C. quando Ciro il Grande distrusse la città. Secondo il racconto biblico la città apparentemente indistruttibile e imprendibile, fu conquistata e distrutta in una sola notte avverando la profezia di Geremia, di decenni prima, sulla sua distruzione.
Anche il profeta Isaia predisse la distruzione della città circa due secoli prima del suo effettivo verificarsi nel 539 a.C. Da quella data incominciò il declino dell'impero babilonese. Negli anni che seguirono si ribellò per due volte a Dario I quindi a Serse I.
Il Libro di Geremia predice che Babilonia sarà un luogo "dove non abita alcuno, attraverso cui non passa alcun figlio d'uomo".
Nel Nuovo Testamento e precisamente nel libro di Apocalisse o Rivelazione la città viene utilizzata come metafora del male, destinata all'annientamento eterno, in contrapposizione alla Gerusalemme celeste. La metafora viene, però, attualizzata con riferimenti che inducono ad identificarla con la Roma di allora. Anche nella prima epistola di Pietro, l'apostolo sembra riferirsi a Roma con il nome di Babilonia.
Nabucodonosor, Nabonedo, Baldassarre furono solo alcuni dei regnanti babilonesi che ebbero a che fare con il popolo di Israele, e con i loro re, come Ezechia solo per citarne uno.
L'inimicizia viscerale fra le due nazioni è ben documentata in molti dei libri biblici come Genesi, Re, Cronache, Isaia, Daniele e Geremia, dimostrando come Dio permise che Babilonia avesse il sopravvento sul popolo di Israele e come fu impiegata nel ruolo di esecutrice materiale dei suoi giudizi verso il popolo israeliano stesso.

## Babilonia nell'arte
Le espressioni artistiche babilonesi seguirono le tendenze dei popoli semitici o indo-europei che, in alternanza, occuparono la zona nel corso dei secoli. La presenza dei popoli semiti è rintracciabile per una maggiore eleganza e fantasia rispetto allo stile più grave dell'arte sumera, allo stesso modo in cui il periodo neo-babilonese sostituirà il gusto dell'eleganza raffinata a quello assiro impregnato di crudele fastosità.
Per quanto riguarda l'arte antico-babilonese, questa è poco visibile a causa delle acque sotterranee che rendono difficili gli scavi nello strato specifico. È documentata grazie a qualche scultura recuperata e agli elementi architettonici-scultorei-pittorici presenti nella città di Mari sull'Eufrate, in stile babilonese dell'epoca. Nell'architettura la tecnica usata è ancora quella mesopotamica dei mattoni crudi, con la cottura solo per la pavimentazione e le fondamenta. La struttura del tempio è priva di un basamento artificiale, quindi bassa in altezza, mentre il modello del palazzo segue lo schema del tempio, che presenta un gran numero di sale attorno ad un nucleo centrale, costituito da due cortili.
Le sculture babilonesi mostrano variazioni nello stile, tendendo dai gusti tardo-sumeri a manifestazioni plastiche più rotonde, piene e realistiche.
Dopo la fase intermedia, nella quale l'arte babilonese subisce una battuta di arresto sotto il dominio dei Cassiti (1600-1200 a.C.), e subisce per qualche secolo l'arte assira, bisognerà attendere il periodo neo-babilonese per assistere ad una rinascita artistica.
Nel periodo neo-babilonese, si prediligono i templi anziché i palazzi reali, che divengono importanti centri artistici e assumono forme sempre più imponenti (ziggurat). Nei palazzi diventa dominante il gusto delle torri di forma quadrata, dell'enorme sala del trono e la raffinatezza dei Giardini pensili di Babilonia. Una delle caratteristiche più peculiari dell'arte di questo periodo restano comunque i mattoni smaltati raffiguranti immagini simboliche di animali fantastici, che ricoprono le porte come le mura. È da ricordare, infatti, che le mura di Babilonia sono state a lungo presenti nell'elenco delle meraviglie dell'antichità.

## Archeologia

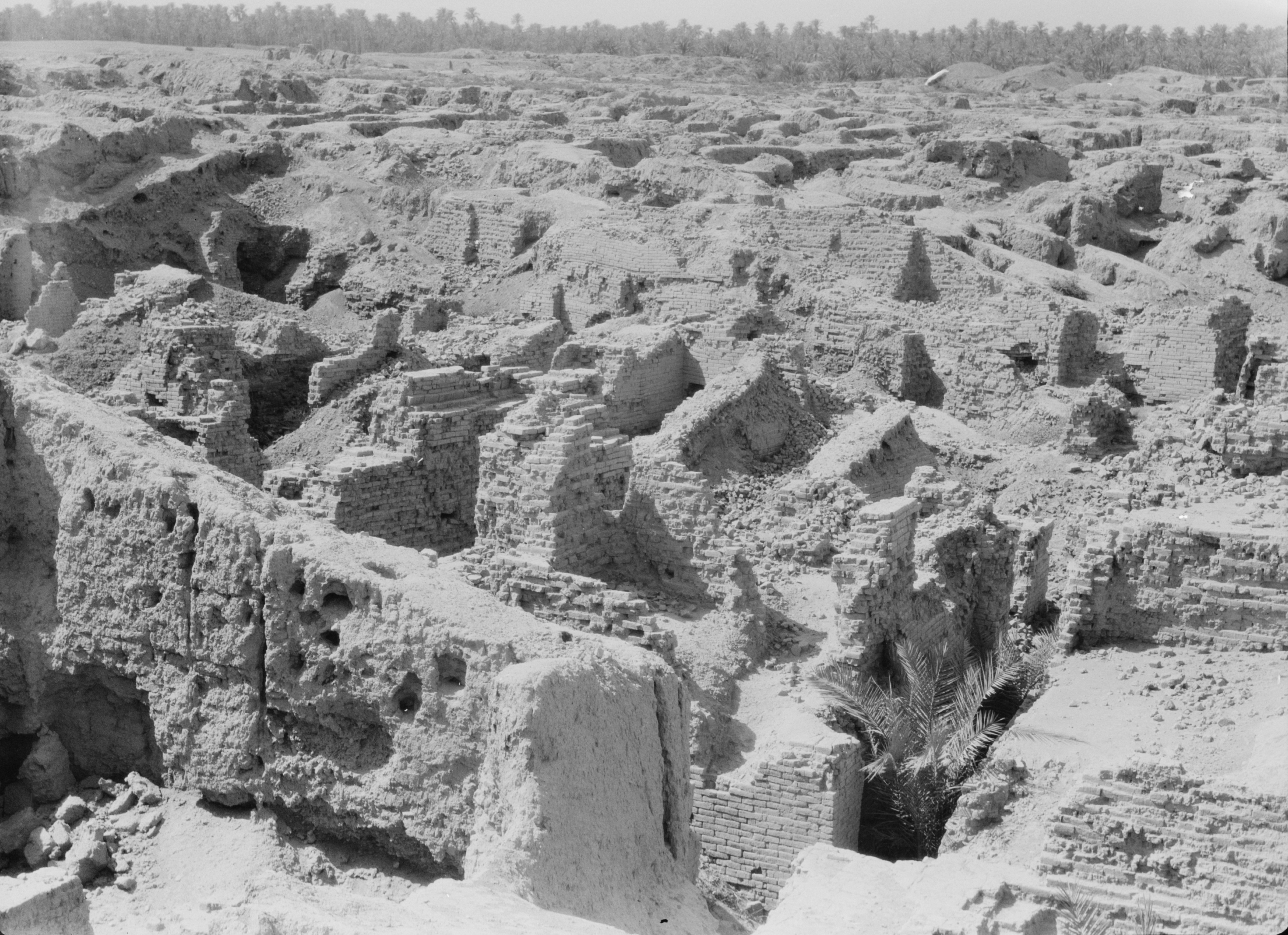
Rovine di Babilonia nel 1932.

Il sito della antica Babilonia (a circa 80 km a sud di Baghdad) in Iraq, è costituito oggi solo da scarne rovine. L'archeologia di Babilonia ha permesso comunque la ricostruzione di alcune importanti opere, oggi visibili in alcuni musei specializzati sulla storia della città come ad esempio la Porta di Ishtar nel Pergamon Museum di Berlino. Gli scavi compiuti nel 1936 permisero la ricostruzione sia della porta di Ishtar che della strada processionale utilizzando pezzi che provenivano non solo dalla sola città di Babilonia, ma anche da Uruk, Assur, Zincirli, Tell Halaf e Toprakkale.
Il World Monuments Fund insieme alla Commissione per i Beni Culturali della provincia di Babilonia ha sviluppato un recente progetto per impedire ulteriori deterioramenti degli scavi con il proposito inoltre di ulteriori scavi. Saddam Hussein aveva fatto costruire uno dei suoi palazzi su una collina della stessa città di Babilonia. Il sito archeologico oggi è comunque compromesso a causa della seconda guerra del Golfo.

## Babilonia oggi
Il 5 luglio 2019, Babilonia è stata iscritta nella lista del patrimonio mondiale dell'UNESCO.
Oggi migliaia di persone vivono all'interno del perimetro delle antiche mura esterne della città e le comunità all'interno e intorno ad essa si stanno sviluppando rapidamente nonostante le leggi che limitano la costruzione.

### Riferimenti
1. ↑   Francesco Costantino Marmocchi, Corso di geografia storica: antica, del medio evo e moderna, vol. 1,  p. 237.
2. ↑   Paolo Burlasco, Babilonia. All'origine del Mito, Cortina, 2011.
3. ↑   Recensione di Babilonia. All'origine del mito, su iyezine.com.
4. ↑  Federico A. Arborio Mella, Dai Sumeri a Babele, Mursia, Milano 1978-1986, p. 122
5. 1 2  Liverani 2009, p. 24.
6. 1 2  Bibellexicon, p. 123.
7. ↑  Federico A. Arborio Mella, op.cit.
8. ↑   Jean-Claude Margueron, Mari, capitale sur l'Euphrate, su Le Monde de Clio.
9. ↑  Dominique Charpin, « Paléo-babyloniens (rois) » Joannès, 2001, pp. 622-623.
10. ↑  Dominique Charpin, Hammu-rabi de Babylone, Paris, 2003 ; (EN)  M. Van De Mieroop, King Hammurabi of Babylon: A Biography, Malden, 2004
11. ↑  George, 1992, pp. 15-20.
12. ↑  Margueron, 2000, pp. 463-465.
13. ↑  O. Pedersen, « Archives et bibliothèques à l'époque paléo et médio-babylonienne », Babylone, 2008, p. 102. (DE)  H. Klengel, Altbabylonische Texte aus Babylon, Berlino, 1983.
14. ↑  E. Klengel-Brandt, « La culture matérielle à l'époque paléo-babylonienne », Babylone, 2008, p. 58.
15. ↑  J.-C. Margueron, « Aux origines du plan de Babylone », dans C. Breniquet et C. Kepinski (dir.), Études mésopotamiennes, Recueil de textes offerts à Jean-Louis Huot, Parigi, 2001, p. 335.
16. ↑  B. André-Salvini, « Inventaire des sources », Babylone, 2008, pp. 39-47.
17. ↑  Dominique Charpin, « Hammu-rabi de Babylone et Mari: nouvelles sources, nouvelles perspectives », dans J. Renger (dir.), Babylon: Focus mesopotamischer Geschichte, Wiege früher Gelehrsamkeit, Mythos in der Moderne, Sarrebruck, 1999, p. 111-130
18. ↑  Dominique Charpin, « Un quartier de Babylone et ses habitants », su Bibliotheca Orientalis 42, 1985, p. 265-278.
19. ↑  (EN)  M. Astour, « The name of the ninth Kassite ruler », in Journal of the American Oriental Sociey 106, 1986, p. 329. Per le discussioni su questo aspetto: (EN)  H. Gasche, « Babylon's Collapse and Revival », dans H. Gasche, J. A. Armstrong et S. W. Cole (dir.), Dating the Fall of Babylon, A Reappraisal of Second-Millennium Chronology, Gand et Chicago, 1998, p. 83-88 ; J. Freu et M. Mazoyer, Des origines à la fin de l'ancien royaume hittite, Les Hittites et leur histoire 1, Paris, 2007, p. 111-117 ; J. Tavernier, « Les Hittites dans les sources mésopotamiennes », dans I. Klock-Fontanille, S. Biettlot et K. Meshoub (dir.), Identité et altérité culturelles : le cas des Hittites dans le Proche-Orient ancien, Bruxelles, 2010, p. 171-192.
20. ↑  B. Lion, « Cassites (rois) », Joannès, 2001, p. 164.
21. ↑  M. Sauvage, « Dûr-Kurigalzu », Joannès, 2001, p. 248.
22. ↑  (EN)  T. Oshima, « The Babylonian god Marduk », Leick, 2007, p. 349.
23. ↑  F. Vallat, « Šilhak-Inšušinak », Joannès, 2001, p. 819.
24. ↑  E. Klengel-Brandt, « La culture matérielle à l'époque kassite », Babylone, 2008, p. 110.
25. ↑  F. Joannès, « Nabuchodonosor I », Joannès, 2001, p. 554.
26. ↑  (EN)  W. G. Lambert, « The Reign Nebuchadnezzar I: A Turning Point in the History of Ancient Mesopotamian Religion », W. S. McCullough, The Seed of Wisdom, Toronto, 1964, p. 3-13. (EN)  T. Oshima, « The Babylonian god Marduk », Leick, 2007, pp. 349-353. (EN)  D. Katz, « Reconstructing Babylon: Recycling Mythological Traditions Toward a New Theology », Babylon, 2011, pp. 123-134.
27. ↑  F. Joannès, « Babyloniens post-cassites (rois) », dans Joannès, 2001, pp. 117-118.
28. ↑  F. Joannès, « Babyloniens post-cassites (rois) », Joannès, 2001, pp. 118-119.
29. 1 2  F. Joannès, La Mésopotamie au I millénaire avant J.-C., Parigi, 2000, p. 86-87
30. ↑  S. Lackenbacher, Le palais sans rival, Le récit de construction en Assyrie, Parigi, 1990, p. 63-67
31. ↑  (DE)  P. A. Miglus, « Das neue Babylon der Sargoniden », dans J. Renger (dir.), Babylon: Focus mesopotamischer Geschichte, Wiege früher Gelehrsamkeit, Mythos in der Moderne, Sarrebruck, 1999, p. 281-296
32. ↑  F. Joannès, « Néo-babyloniens (rois) », Joannès (dir.), 2001, pp. 568-569.
33. ↑  Lawrence Boadt "Reading the Old Testament - an introduction" (second edition, 2012), chapter 20, the Exile near its end p.363.
34. ↑  (EN)  D. J. Wiseman, Nebuchadrezzar and Babylon, Londres, 1985. Babylone, 2008, pp. 234-236.
35. ↑  O. Pedersen, « Archives et bibliothèques à l'époque néo-babylonienne », in Babylone, 2008, pp. 177-179.
36. ↑  F. Joannès, « Achéménides (rois) », in Joannès (dir.), 2001, pp. 1-4. A. Invernizzi, « Babylone sous domination perse », in Babylone, 2008, pp. 239-241.
37. ↑  (EN)  R. J. Van der Spek, « The Size and Significance of the Babylonian Temples under the Successors », in P. Briant et F. Joannès (dir.), La Transition entre l'empire achéménide et les royaumes hellénistiques, Persika 9, Paris, 2005, p. 266-275
38. ↑  F. Joannès, « Alexandre le Grand »,in Joannès (dir.), 2001, pp. 33-35. A. Invernizzi, « Les dominations grecque et parthe », in Babylone, 2008, p. 251. J. Teixidor, « La Babylonie au tournant de notre ère », in Babylone, 2008, p. 378.
39. ↑  F. Joannès, « Hellénistiques (rois) », in Joannès (dir.), 2001, pp. 377-379.
40. ↑  L. Capdetrey, Le pouvoir séleucide. Territoire, administration, finances d'un royaume hellénistique (312-129 av. J.-C.), Rennes, 2007, p. 52-57
41. ↑  F. Joannès, « Parthes (rois) », in Joannès (dir.), 2001, pp. 634-636.
42. ↑  P. Briant, Histoire de l'Empire perse, de Cyrus à Alexandre, Paris, 1996, p. 500-503
43. ↑  A. Invernizzi, « Les dominations grecque et parthe », in Babylone, 2008, pp. 252-253 ; (EN)  R. J. Van der Spek, « The theatre of Babylon in cuneiform », in W. H. van Soldt (dir.), Veenhof Anniversary Volume. Studies presented to Klaas R. Veenhof on the occasion of his sixty-fifth birthday, Leyde, 2001, p.445-456 ; (EN)  D. T. Potts, « The politai and the bīt tāmartu: The Seleucid and Parthian Theatres of the Greek Citizens of Babylon », in Babylon, 2011, pp. 239-251.
44. ↑  (EN)  D. Kennedy, Late Babylonian Economic Texts, Londres, 1968 ; (EN)  T. Boyt, Late Achaemenid and Hellenistic Babylon, Louvain, 2004 ; (EN)  M. J. H. Lissen, The Cults of Uruk and Babylon, The Temple Rituals Texts as Evidence for Hellenistic Cult Practices, Leyde, 2004
45. ↑  Plino il Vecchio, Naturalis historia, VI, 30
46. ↑  J. Teixidor, « La Babylonie au tournant de notre ère », in Babylone, 2008, p. 380.
47. ↑  (EN)  M. J. Geller, « The Last Wedge », in Zeitschrift für Assyriologie 87, 1997, p. 43-95
48. ↑  G. Awad, « Bābil », in Encyclopédie de l'Islam I, Louvain, 1960, p. 846
49. ↑  Margueron, 2000, pp. 454-459. André-Salvini, 2009, pp. 7-17.
50. ↑  George, 1992, pp. 1-72.
51. ↑  Margueron, 2000, pp. 465, 467.
52. ↑  André-Salvini. 2009, p. 46.
53. ↑  Margueron, 2000, p. 478.
54. ↑  (EN) Largest Cities Throughout History, su ThoughtCo. URL consultato il 23 novembre 2022.
55. ↑   Francesco Costantino Marmocchi, Dizionario di geografia universale ...: preceduta da brevi preliminari discorsi sulla geografia, sulla cosmografia ... e seguita da un grande specchio rappresentante la Bilancia politica del globo nell'anno 1854 ..., Societa editrice italiana, 1858. URL consultato il 23 novembre 2022.
56. ↑   S. H. Osmania University e Digital Library Of India, Babylonian And Assyrian Religion, Hutchinsons University Library., 1953. URL consultato il 23 novembre 2022.
57. ↑  The Bible As History, di Werner Keller, New York, 1956, p. 299 ( trad. ital. :La Bibbia aveva ragione, trad. di Guido Gentili, Garzanti, 1977, Vol. 2, pp. 267, 268 )
58. ↑   Genesi 10,8-12, su laparola.net..
59. ↑   Genesi 11,9, su laparola.net..
60. ↑   Daniele 4,27-30, su laparola.net.
61. ↑   Geremia 51,30-32, su laparola.net.
62. ↑   Is 13,19, su laparola.net.; Is 14,22-23, su laparola.net..
63. ↑  (EN) Bible Gateway passage: Geremia 50, Geremia 51 - La Nuova Diodati, su Bible Gateway. URL consultato il 23 novembre 2022.
64. ↑   Apocalisse 18,21, su laparola.net..
65. ↑   Apocalisse 21, 10, su laparola.net..
66. ↑   1 Pt 5,13, su laparola.net..
67. ↑  Babilonia all'origine del mito di Paolo Brusasco, p. 9, Cortina Ed., Milano 2012 ISBN 978-88-6030-441-4.
68. 1 2  Le muse, De Agostini, Novara, 1964, Vol. I, p. 499
69. ↑   L'Iraq vuole recuperare Babilonia, in Il Post, 3 gennaio 2011. URL consultato il 21 maggio 2018.
70. ↑   Paolo Brusasco, commento sovracoperta, Babilonia all'origine del mito, Milano, Cortina Editore, 2012.
71. ↑  (EN) Bobby Allyn, UNESCO Adds Ruins Of Ancient Babylon To Its List Of World Heritage Sites, in NPR, 5 luglio 2019. URL consultato il 23 novembre 2022.
72. ↑   World Monuments Fund, Babylon Site Management Plan, 2015. URL consultato il 29 giugno 2023.
73. ↑  https://whc.unesco.org/document/168481